# Natação no Campeonato Europeu de Esportes Aquáticos de 2018 - 4x100 m livre misto
A prova do revezamento 4x100 metros livre misto da natação no Campeonato Europeu de Esportes Aquáticos de 2018 ocorreu no dia 8 de agosto no Tollcross International Swimming Centre, em Glasgow no Reino Unido. 

## Calendário
| Fase          | Data        | Hora  |
| ------------- | ----------- | ----- |
| Eliminatórias | 8 de agosto | 10:01 |
| Final         | 8 de agosto | 17:45 |

Todos os horários estão no horário local (UTC+0)

## Recordes
Antes desta competição, os recordes eram os seguintes:
|                       | Nacionalidade  | Tempo   | Local     | Data                |
| --------------------- | -------------- | ------- | --------- | ------------------- |
| Recorde mundial       | Estados Unidos | 3:19.60 | Budapeste | 29 de julho de 2017 |
| Recorde europeu       | Países Baixos  | 3:21.81 | Budapeste | 29 de julho de 2017 |
| Recorde do campeonato | Países Baixos  | 3:23.64 | Londres   | 20 de maio de 2016  |

Os seguintes novos recordes foram estabelecidos durante esta competição. 
| Data        | Prova | Nadadores                                                                                   | Nacionalidade | Tempo   | Recordes              |
| ----------- | ----- | ------------------------------------------------------------------------------------------- | ------------- | ------- | --------------------- |
| 8 de agosto | Final | Jérémy Stravius (48.81) Mehdy Metella (47.45) Marie Wattel (53.47) Charlotte Bonnet (52.34) | França        | 3:22.07 | Recorde do campeonato |

## Medalhistas
| Ouro | Prata | Bronze |
| França · Jérémy Stravius · Mehdy Metella · Marie Wattel · Charlotte Bonnet · Maxime Grousset* · Margaux Fabre* · Béryl Gastaldello* | Países Baixos · Nyls Korstanje · Stan Pijnenburg · Femke Heemskerk · Ranomi Kromowidjojo · Kyle Stolk* · Stan Pijnenburg* · Kira Toussaint* | Rússia · Kliment Kolesnikov · Vladislav Grinev · Maria Kameneva · Arina Openysheva · Danila Izotov* · Rozaliya Nasretdinova* |

*Atletas que competiram apenas nas baterias e receberam medalhas

## Resultados

### Eliminatórias
Esses foram os resultados das eliminatórias. 
| Pos. | Bateria | Raia | Nacionalidade | Nadadores                                                                                              | Tempo   | Notas |
| ---- | ------- | ---- | ------------- | --- | ------- | ----- |
| 1    | 2       | 4    | Rússia        | Danila Izotov (48.90) Vladislav Grinev (48.10) Rozaliya Nasretdinova (55.21) Arina Openysheva (54.94)  | 3:27.15 | Q     |
| 2    | 1       | 3    | Países Baixos | Kyle Stolk (49.57) Stan Pijnenburg (48.65) Kira Toussaint (54.60) Ranomi Kromowidjojo (54.37)          | 3:27.19 | Q     |
| 3    | 2       | 1    | França        | Jérémy Stravius (48.94) Maxime Grousset (48.93) Margaux Fabre (54.77) Béryl Gastaldello (54.76)        | 3:27.40 | Q     |
| 4    | 1       | 5    | Itália        | Lorenzo Zazzeri (50.09) Alessandro Miressi (48.24) Giada Galizi (54.70) Erika Ferraioli (54.92)        | 3:27.95 | Q     |
| 5    | 1       | 4    | Alemanha      | Damian Wierling (49.20) Christoph Fildebrandt (49.37) Reva Foos (54.37) Marie Pietruschka (55.23)      | 3:28.17 | Q     |
| 6    | 2       | 7    | Israel        | David Gamburg (50.35) Ziv Kalontarov (49.05) Anastasia Gorbenko (56.68) Andrea Murez (54.37)           | 3:30.45 | Q     |
| 7    | 1       | 6    | Hungria       | Richárd Bohus (50.12) Maxim Lobanovszkij (49.01) Evelyn Verrasztó (55.06) Liliána Szilágyi (56.61)     | 3:30.80 | Q     |
| 8    | 1       | 1    | Polónia       | Kacper Majchrzak (49.30) Jakub Kraska (49.31) Dominika Kossakowska (56.36) Aleksandra Polańska (56.39) | 3:31.36 | Q     |
| 9    | 1       | 2    | Suécia        | Christoffer Carlsen (49.21) Isak Eliasson (49.91) Ida Lindborg (55.97) Magdalena Kuras (56.31)         | 3:31.40 |       |
| 10   | 2       | 5    | Bélgica       | Jasper Aerents (49.89) Emmanuel Vanluchene (49.34) Juliette Dumont (56.64) Lotte Goris (55.89)         | 3:31.76 |       |
| 11   | 2       | 6    | Áustria       | Alexander Trampitsch (49.73) Bernhard Reitshammer (49.19) Lena Kreundl (56.02) Cornelia Pammer (56.99) | 3:31.93 |       |
| 12   | 2       | 3    | Noruega       | Markus Lie (49.95) Niksa Stojkovski (49.80) Susann Bjørnsen (57.05) Emilie Løvberg (57.78)             | 3:34.58 |       |
| 13   | 2       | 8    | Turquia       | Yalım Acımış (50.99) Kemal Arda Gürdal (50.11) Selen Özbilen (56.40) Ekaterina Avramova (58.03)        | 3:35.53 |       |
| 14   | 2       | 2    | Estónia       | Marko-Matteus Langel (51.85) Nikita Tsernosev (50.54) Kertu Ly Alnek (56.59) Aleksa Gold (57.29)       | 3:36.27 |       |
| 15   | 1       | 7    | Letônia       | Ģirts Feldbergs (51.74) Daniils Bobrovs (52.88) Ieva Maļuka (57.17) Gabriela Ņikitina (56.99)          | 3:38.78 |       |

### Final
Esse foi o resultado da final. 
| Pos.              | Raia | Nacionalidade | Nadadores                                                                                           | Tempo   | Notas                 |
| ----------------- | ---- | ------------- | --------------------------------------------------------------------------------------------------- | ------- | --------------------- |
| Medalha de ouro   | 3    | França        | Jérémy Stravius (48.81) Mehdy Metella (47.45) Marie Wattel (53.47) Charlotte Bonnet (52.34)         | 3:22.07 | Recorde do campeonato |
| Medalha de prata  | 5    | Países Baixos | Nyls Korstanje (49.40) Stan Pijnenburg (48.74) Femke Heemskerk (52.62) Ranomi Kromowidjojo (53.21)  | 3:23.97 |                       |
| Medalha de bronze | 4    | Rússia        | Kliment Kolesnikov (48.45) Vladislav Grinev (47.69) Maria Kameneva (53.90) Arina Openysheva (54.46) | 3:24.50 | Recorde nacional      |
| 4                 | 6    | Itália        | Luca Dotto (49.23) Alessandro Miressi (47.38) Giada Galizi (54.69) Federica Pellegrini (53.64)      | 3:24.94 |                       |
| 5                 | 2    | Alemanha      | Damian Wierling (49.45) Christoph Fildebrandt (49.12) Reva Foos (54.50) Annika Bruhn (53.52)        | 3:26.59 |                       |
| 6                 | 1    | Hungria       | Nándor Németh (48.82) Dominik Kozma (48.27) Zsuzsanna Jakabos (56.53) Evelyn Verrasztó (55.68)      | 3:29.30 |                       |
| 7                 | 8    | Polónia       | Jan Świtkowski (50.24) Kacper Majchrzak (49.22) Alicja Tchórz (56.13) Katarzyna Wasick (54.03)      | 3:29.62 | Recorde nacional      |
| 8                 | 7    | Israel        | David Gamburg (50.34) Ziv Kalontarov (49.34) Andrea Murez (54.87) Anastasia Gorbenko (55.18)        | 3:29.73 |                       |

Legenda
| Recorde mundial       | Recorde mundial (World record)               |                       | Recorde africano                      | Recorde africano (African) |                                           | Q | Classificado por posição (Qualified) |
| Recorde do campeonato | Recorde do campeonato (Championship record)  | Recorde da América    | Recorde da América (Americas)         | q                          | Classificado por melhor tempo (Qualified) |   |                                      |
| Melhor marca do ano   | Melhor marca do ano (World leading)          | Recorde asiático      | Recorde asiático (Asian)              | DNS                        | Não largou (Did not start)                |   |                                      |
| Recorde nacional      | Recorde nacional (National record)           | Recorde europeu       | Recorde europeu (European)            | DNF                        | Não terminou (Did not finish)             |   |                                      |
| Recorde pessoal       | Recorde pessoal do atleta (Personal best)    | Recorde da Oceania    | Recorde da Oceania (Oceania)          | DSQ / DQ                   | Desclassificado (Disqualified)            |   |                                      |
| Recorde da temporada  | Recorde da temporada do atleta (Season best) | Recorde sul-americano | Recorde sul-americano (South America) | NM                         | Sem marca (No mark)                       |   |                                      |